# Marc-Henri Dufresne
Pour les articles homonymes, voir Dufresne.
Marc-Henri Dufresne, né le 23 mars 1959, est un réalisateur et scénariste français.

## Biographie
Après avoir étudié à l'IDHEC, il a commencé comme assistant réalisateur, avant de se lancer dans la réalisation de courts-métrages. Son court-métrage Les Pieds sous la jupe de la dame en culotte de velours  a été récompensé au Festival international du court métrage des arts du cirque en 1994. Il écrit et réalise un long métrage Le Voyage à Paris en 1999. Il est également enseignant au Cours Strickner.

## Filmographie
- 1986 : La Nuit du risque de Sergio Gobbi (assistant réalisateur)
- 1986 : Triple sec d'Yves Thomas (assistant réalisateur)
- 1988 : Une nuit à l'Assemblée nationale (assistant réalisateur)
- 1990 : Le Rêve du singe fou, de Fernando Trueba (assistant réalisateur)
- 1991 : Écrans de sable (assistant réalisateur)
- 1994 : Les Pieds sous la table court-métrage
- 1994 : Les Cordier, juge et flic assistant réalisateur
- 1995 : Plaisir d'offrir  court-métrage avec François Morel
- 1999 : Le Voyage à Paris (scénariste et réalisateur)

## Nominations et récompenses
- 1994 : Prix spécial du jury au Festival international du court métrage de Clermont-Ferrand pour Les Pieds sous la table[2]